# Laski Dworskie
Laski Dworskie – wieś w Polsce położona w województwie małopolskim, w powiecie miechowskim, w gminie Gołcza.
W latach 1975–1998 miejscowość administracyjnie należała do województwa krakowskiego.